# Hamzah Idris
Hamzah Idris Fallatah - em árabe, فلتهح مزة أدريس (Medina, 8 de outubro de 1972) - é um ex-futebolista profissional saudita, atacante goleador.

## Carreira
Hamzah Idris Fallatah fez parte do elenco da Seleção Saudita de Futebol da Copa do Mundo de 1994. 

## Títulos
Arábia Saudita
- Copa Rei Fahd de 1992: - Vice
- Copa da Ásia: - Vice 1992 e 2000